# Stora Härnevi
Stora Härnevi är kyrkbyn i Härnevi socken i norra delen av Enköpings kommun, Uppland.
Byn består av enfamiljshus samt bondgårdar och är belägen runt Härnevi kyrka. Länsvägarna C-801, C-803 samt C 804 möts i Stora Härnevi.
Byn omtalas första gången i slutet av 1100-talet, då Fogdö kloster hade 10 örtugsland i byn. 1336 överlät Knut Jonsson (Aspenäsätten) jord i Härnevi till Birgitta Knutsdotter (Lejonbjälke), som han tidigare överlåtit till hennes avlidne make Magnus Bengtsson (Bengt Bossons ätt). 1341 upptas i förteckningen över kyrkligt jordförvärv 1/2 öretugland i Härnevi som någon gång efter 1302 skänkts till Härnevi kyrka.
I de äldsta handlingarna finns ingen åtskillnad mellan Lilla och Stora Härnevi, men redan 1354 omtalas 'Ytra Hernewi' som en separat by. 
1538 fanns 2 hela kyrkohemman och 6 hela frälsehemman i Stora Härnevi.